# Kromylklorid

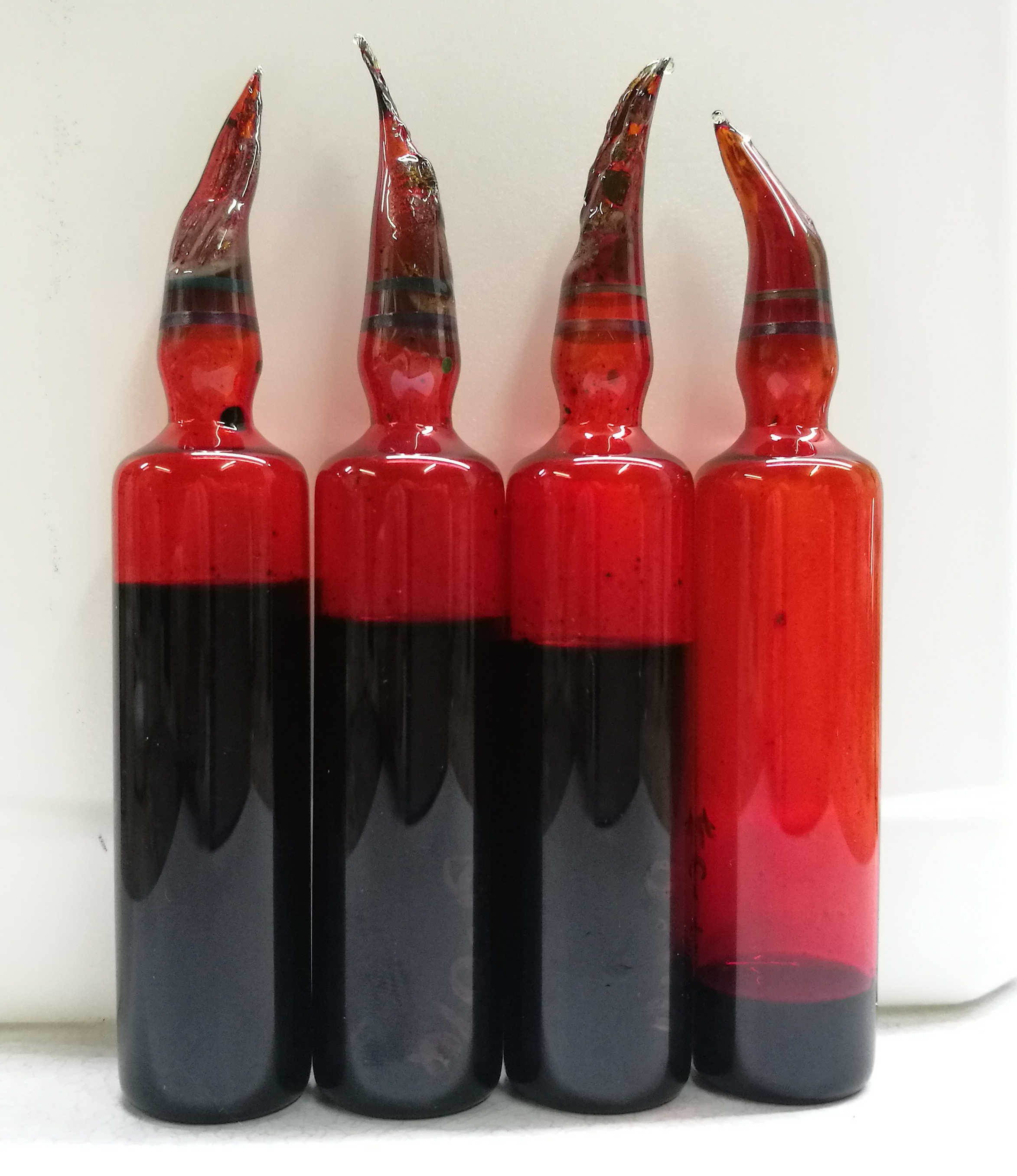

Kromylklorid (kemisk formel CrO2Cl2) är en blodröd, i luft rykande vätska med kokpunkt 117 °C. Den framställs genom att sammansmälta kaliumkromat med koksalt, pulverisera reaktionsprodukten, behandla den med svavelsyra och isolera den bildade kromylkloriden genom destillation.